# Pouteria ephedrantha
Pouteria ephedrantha är en tvåhjärtbladig växtart som först beskrevs av Albert Charles Smith, och fick sitt nu gällande namn av Terence Dale Pennington. Pouteria ephedrantha ingår i släktet Pouteria och familjen Sapotaceae. Inga underarter finns listade i Catalogue of Life.